# Ken Shamrock
Kenneth Wayne Kilpatrick 11 februari 1964, känd under sitt brottningsringnamn Ken Shamrock, är en amerikansk MMA-pionjär som bland annat har tävlat i Pancrase och i Ultimate Fighting Championship där han  varit organisationens mästare samt blivit invald i UFC Hall of Fame 2003. Shamrocks bror Frank Shamrock har också varit framgångsrik inom sporten.